# Крихітка Цахес на прізвисько Цинобер
«Кри́хітка Ца́хес на прі́звисько Цино́бер» — фантастична казка-повість видатного сатирика, представника пізнього німецького романтизму Ернста Теодора Амадея Гофмана (1776—1822). Написана у 1818 році.

## Аналіз твору
- Жанр — казка (дія відбувається у казковій країні, серед героїв є маги, феї, які впливають на життя людей, чарівні речі, чарівні перетворення.) «Казка про реальне» — сатирична історія тогочасної Німеччини
- Тема. Духовне обмеження світу філістерів, у якому немає місця ентузіастам.
- Ідея. «Ти не той, ким тебе бачать, але постарайся зрівнятися з тими, на чиїх крилах ти, неміцний, безкрилий, летиш вгору».
- Проблема. Засудження засліпленого суспільства, що втратило ціннісні орієнтири, яке не тільки приймає, а ще й у якомусь патологічному самозабутті творить собі кумира.
- Головна думка казки втілена у феномені Цахеса. Суть його в тім, що деякі люди можуть привласнювати чужу працю, таланти, заслуги та ще й здаватися не тими, ким вони є насправді. Провина Цахеса в тому, що в душі його не прокинувся внутрішній голос, який сказав би: «Ти не той, ким тебе бачать, але постарайся зрівнятися з тими, на чиїх крилах ти, неміцний, безкрилий, летиш вгору».
- Проблематика. «Крихітка Цахес» — твір сатиричний. Тут гостро висміюється уся державна система (духовне і матеріальне життя, нікчемні, зате з великими претензіями, спроби реформ, система чинів, соціальна психологія, убогість обивателів, догматизм університетської науки), а також зачіпаються теми: грошей і влади; морально-етичних проблем; кохання; освіти; добра і зла; творчої людини і бездуховного філістера.
- Двоплановість: світ поетичної мрії (сприйняття високої поезії, музики, краси, природи, чар, мрійливість, казкова країна Джіністан) та світ реальної буденності (князівство Барсануф, Керепес, запровадження освіти, вигнання з країни чар, поезії, фей)
- Реалістичні і фантастичні персонажі. Реалістичні — Бальтазар (мрійник), Фабіан (раціоналіст), Мош Терпін (професор природничих наук), Кандіда, жителі князівства, правитель Пафнутій, князь Барсануф; Фантастичні — фея Рожа-Гожа, маг Проспер Альпанус.) Окремі персонажі живуть одночасно у двох світах. Маг Проспер Альпанус — лікар, фея Розабельверде матінка-настоятелька сирітського будинку. Дія чарівних сил: від когось відчужується краса, від когось — талант і мудрість і миттєво передаються Цахесу, що викликає неймовірний захват публіки.

## Зміст твору
Події відбуваються в невеликій державі князя Деметрія, яка нагадує карликові князівства, що існували у Німеччині часів Гофмана. Поки правив Деметрій, усі мешканці князівства мали свободу, тому сюди й злетілися волелюбні феї і маги, що уособлюють духовність. Після смерті Деметрія його місце посів Пафнутій, який «реорганізував» своє князівство, розігнавши всіх фей і магів, крім Рожі-Гожої (Рожабельверде), патронеси притулку для шляхетних дівчат.
Паралельно з історією цілого князівства розповідається про долю потворного карлика Цахеса, що народився у селянки Лізи. Часто жінку можна було зустріти з кошиком для хмизу, в якому був її син Цахес.
|  | Справді-бо, жінка мала всі підстави нарікати на бридкого виродка, що народився два з половиною роки тому. Те, що на перший погляд могло видатися цілком химерно скрученим цурпалком дерева, було не що інше, як потворний курдупель якихось дві п’яді на зріст, що досі лежав у коробі, а тепер виліз і борсався та вурчав у траві. Голова в потвори глибоко запала між плечима, на спині виріс горб, як гарбуз, а зразу ж від грудей звисали тонкі, немов ліщинові палички, ноги, тож весь він був схожий на роздвоєну редьку. На обличчі неуважне око нічого б і не розгледіло, але, придивившись пильніше, можна було помітити довгий гострий ніс, що витикався з-під чорного скошланого чуба, пару маленьких чорних очиць, що виблискували на зморщеному, як у старого, обличчі, — проява, та й годі. |

Фея Рожа-Гожа пожаліла потвору і наділила Цахеса чарівним даром: три золоті волосинки на його голові робили його на вигляд кращим, ніж він був насправді та приписували йому неналежні чесноти і успіхи інших людей.
Розчісуючи чарівним гребінцем заплутане волосся Цахеса, Рожабельверде змінила безрадісне життя нерозумного каліки-бідняка, давши шанс не лише здаватися, а й стати кращим.
Коли зморена сном мати Цахеса прокинулася, то побачила, що її дитина вперше зіп'ялася на ноги і промовила перші слова. Чарівним було й те, що місцевий пастор, зустрівши Лізу, запропонував узяти дитину на виховання. Селянка розуміє, що її дитина — великий тягар для будь-кого, тому не розуміє, чому її потворний син видався пасторові чудовим.
|  | — О пані Лізо, пані Лізо, який же у вас милий та гожий хлопчик! Це ж справжня ласка Господня — така чудесна дитина. — Він узяв малого на руки, почав його пестити й зовсім, здається, не помічав, як неґречний курдупель огидно мурчав та нявчав і намагався навіть укусити шановного панотця за носа. |

Це почали діяти чари феї Рожі-Гожої. Алегоричний образ цієї героїні є уособленням духовності і природності. Гофман пов'язує особу Рожі-Гожої з красою і чарівністю квітки.
|  | Коли б я, ласкавий читальнику, і хотів надалі замовчати, хто ж така панна фон Рожа-Гожа, або, як вона часом називає себе, Рожа-Гожа-Зеленава, то ти, напевне, вже й сам здогадався б, що то була не звичайна собі жінка. Бо саме вона, погладивши та розчесавши чуба малому Цахесові, таємниче вплинула на нього, і він видався добросердому пасторові таким гарним та розумним хлоп’ям, що той аж узяв його за рідного сина. Панна фон Рожа-Гожа була статечного вигляду, шляхетної величної постави і трохи гордої, владної вдачі. Її обличчя, хоч його й можна було назвати бездоганно прегарним, справляло іноді якесь дивне, майже моторошне враження, а надто як вона, за своїм звичаєм, нерухомо й суворо вдивлялася кудись перед себе. Здавалося, час не мав сили над нею, і вже саме це могло видатися декому дивним. Але в ній іще багато чого вражало, і кожен, хто над цим поважно задумався б, не міг би вийти з дива. По-перше, відразу впадала в око спорідненість тієї панни з квітками, що від них походило її ім’я. Бо мало того, що жодна людина, в світі не змогла б виплекати таких, як вона, чудових повних рож, — досить було їй устромити якогось найсухішого патичка в землю, як із нього пишно та буйно зростали ті квіти. Потім, достеменно відомо, що вона під час своїх самітніх прогулянок у лісі провадила розмови з дивними голосами, які, либонь, лунали чи не з дерев або квітів, а то й із криничок та потоків. |

З іронією автор розповідає, як запроваджувалась освіта в князівстві.
|  | На розі кожної вулиці красувався едикт про запровадження освіти, а поліція вдиралася до палаців фей, конфісковувала їхнє майно і брала їх під арешт. Самий лише Господь відає, як сталося, що фея Рожабельверде, єдина з усіх, за кілька годин до того, як запровадили освіту, довідалася про все і встигла випустити своїх лебедів на волю і приховати свої магічні трояндові кущі та інші коштовності. Вона знала навіть, що її вирішено залишити в країні, і хоч дуже нерадо, а скорилася. |

Минає час. У Керепеському університеті навчається молодий поет Бальтазар, який кохає Кандіду, дочку свого професора Моша Терпіна.
Гофман продовжує іронізувати з приводу стану освіти в князівстві, в якому є такі провідні професори, як Мош Терпін:
|  | Він був, як уже сказано, професор природничих наук, пояснював, чому йде дощ, чого гримить, блискає, чому сонце світить удень, а місяць уночі, як і чому росте трава і багато іншого, та ще й так, що й кожній дитині було б зрозуміло. Найперше він зажив великої слави тоді, коли йому після багатьох фізичних дослідів пощастило довести, що темрява настає, головним чином, через брак світла. |

На противагу іронії щодо образу професора Моша Терпіна, Бальтазар змальовується з романтичною піднесеністю.
|  | Один із-поміж того потоку студентів одразу приверне твою увагу. Ти помітиш стрункого юнака років двадцяти трьох або чотирьох, із темних блискучих очей якого промовляє жвавий і ясний розум. Його погляд можна було б назвати майже сміливим, коли б не мрійна туга, що легким серпанком лягла на бліде обличчя і пригасила жагуче проміння очей. Його сурдут із чорного тонкого сукна, облямованого оксамитом, був пошитий майже на давньонімецький зразок; до сурдута дуже личив вишуканий, білий, як сніг, мереживний комірець, а також оксамитовий берет, що покривав гарного темно-каштанового чуба. Цей молодик, що тобі, любий читальнику, з першого погляду так припав до вподоби, — не хто інший, як студент Бальтазар, дитина поштивих і заможних батьків, скромний, розумний, пильний до роботи юнак, про якого я тобі, о мій читальнику, багато дечого маю розповісти в цій дивній історії, що оце саме надумав написати. |

Несподівано в колі студентства з'являється Цахес, який має чудесний дар привертати до себе людей.
|  | Коли це з сусідньої кімнати виступив їм назустріч професор Мош Терпін, ведучи під руку маленького чудернацького чоловічка, і голосно вигукнув: — Дами й панове, рекомендую вам обдарованого надзвичайними здібностями юнака, якому не важко буде здобути вашу приязнь і вашу повагу. Це молодий пан Циннобер, який щойно вчора прибув до нашого університету і має на думці студіювати право! |

Хто б у присутності Цахеса не казав витончено, дотепно, емоційно, все приписувалося маленькій потворі. Так сталося і з юним поетом.
|  | Бальтазар вийняв чистенько переписаний рукопис і почав читати. Його власний твір, що таки справді вилився з глибини поетичної душі, повний сили й молодого життя, надихав його щораз більше. Він читав усе палкіше, виливаючи всю пристрасть свого закоханого серця. Він затремтів з радощів, коли тихі зітхання ледве чутні жіночі "Ох!" або чоловічі "Чудово... Надзвичайно... Божественно!" переконали його, що поема захопила всіх. Нарешті він закінчив. Тоді всі загукали: — Який вірш! Які думки! Яка уява! Що за чудова поема! Яка милозвучність! Дякуємо! Дякуємо вам, найдорожчий пане Циннобере, за божественну насолоду! — Що? Як? — скрикнув Бальтазар, але ніхто на нього не звернув уваги, бо всі ринули до Циннобера, що сидів на канапі, надувшись, як малий індик, і огидним голосом рипів: — Будь ласка... будь ласка... коли вам до вподоби... це ж дрібниця, яку я похапцем написав минулої ночі. Але професор естетики репетував: — Чудовий... божественний Циннобере! Щирий друже, ти ж після мене перший поет на світі! І тоді Кандида встала, підійшла, полум’яніючи, як жар, до курдупля, вклякнула перед ним і поцілувала його в гидкий рот із синіми губами. |

Якщо ж Цинобер мерзенно нявчить, поводиться як тварина, обвинувачують когось іншого.
|  | Малий так пронизливо заверещав, що аж луна пішла по всій залі, і гості злякано посхоплювалися зі своїх місць. Бальтазара оточили й почали питати один поперед одного, чого це він так жахливо кричав. — Не ображайтеся, любий пане Бальтазаре, — сказав професор Мош Терпін, — але це був таки чудернацький жарт. Ви, мабуть, хотіли, щоб ми подумали, ніби тут хтось наступив котові на хвоста! — Кіт, кіт, проженіть кота! — скрикнула одна нервова дама й миттю знепритомніла. — Кіт, кіт! — загукали двоє літніх добродіїв, хворі на таку саму ідіосинкразію, і кинулися до дверей. Кандіда, виливши цілий флакон нюхальної води на знепритомнілу даму, сказала тихо Бальтазарові: — Бачите, якого лиха ви накоїли своїм огидним нявканням, любий пане Бальтазаре! А той зовсім не знав, що сталося. Почервонівши з сорому й досади, він не годен був спромогтися на слово, сказати, що це ж курдупель Циннобер, а не він так жахливо нявкав. |

Лише вибрані відрізняють дії Цинобера від талановитих проявів інших людей. Навіть друг Бальтазара Фабіан і кохана дівчина Кандіда не помічають жахливих чарів. Як Бальтазар, так і знаменитий віртуоз-скрипаль Вінченцо Сбіоку, талановитий помічник судді Пульхер віддали свої знання і таланти на поталу «крихітці Цахесу»: усі вважають це талантами Цинобера. Стан людей схожий на масовий психоз. Цинобер стає поважною особою у міністерстві закордонних справ.
До князівства прибуває доктор Проспер Альпанус, який насправді є магом. У магічному дзеркалі доктора віддзеркалюється істинна сутність Цинобера, потворного й лихого карлика. Доктор Проспер Альпанус доводить Рожі-Гожій, що її дії приносять не добро, а зло — всім, хто оточує Цинобера.
|  | — Ви, моя люба панно, — відповів на це доктор, — ви віддалися своїй природженій доброті і гайнуєте свій хист на нікчему. Циннобер є й буде, незважаючи на вашу ласкаву допомогу, малим потворним негідником, який тепер, коли розбився ваш золотий гребінець, відданий цілком у мої руки. — Змилуйтеся над ним, докторе, — благала панна. — А подивіться-но, будь ласка, сюди, — сказав Проспер, показуючи їй Бальтазарів гороскоп, який він склав. Панна глянула й жалібно скрикнула: — Ну, коли така справа, то я мушу поступитися перед вищою силою. Бідний Циннобер! — Признайтеся, шановна панно, — сказав доктор, усміхаючись, — признайтеся, що жінки часом дуже легко піддаються дивацтвам: безоглядно задовольняючи якусь примху, яка зродилася в одну мить, вони не зважають на страждання, що їх завдають іншим. Циннобер мусить прийняти кару, але він ще доскочить і незаслуженої шани. Цим я віддаю належне вашій силі, вашій доброті, вашим чеснотам, моя дорога, найласкавіша панно. |

Зламаний чарівний гребінець вже не діє. Залишилось вирвати чарівні волосинки, що роблять Цинобера в очах суспільства талановитим, розумним, красивим. Під час підготовки до заручин Кандиди і Цахеса Бальтазар з допомогою Фабіана вириває чарівні волосинки з голови Цинобера. Усі враз побачили карлика таким, яким він був насправді. Маючи надію сховатися від натовпу, що реготав з «причепуреного павіана», Цахес біжить до свого палацу, де і тоне в срібному горщику. Останні слова феї Рожі-Гожої біля померлого Цахеса пояснюють наміри чарівниці перетворити жалюгідну подобу людини на особистість, що прагнула б осягнути неосяжне.
|  | -Бідний Цахесе! Пасинку природи! Я бажала тобі добра! Можливо, я помилялася, думаючи, що чудесний зовнішній хист, яким я тебе обдарувала, осяє благотворним променем твою душу і збудить внутрішній голос, що скаже тобі: "Ти не той, за кого тебе вважають, тож намагайся зрівнятися з людиною, на чиїх крилах ти, безкрила каліко, підносишся!" Але ніякий внутрішній голос у тобі не прокинувся. Твій зашкарублий, мертвий дух не зміг піднестися, ти не позбувся своєї дурості, брутальності, невихованості. Ах, якби ти залишився тільки маленьким нікчемою, невеличким, неотесаним невігласом, ти уникнув би ганебної смерті! |

Останнє прохання жалісливої феї до Проспера Альпанауса — подбати про те, щоб після ганебної смерті Цахеса вважали за того, за кого, завдяки чарам, вважали за життя. Так воно і сталося. Ще одне благодіяння феї стосується матері карлика, Лізи: на її ділянці росте чудова солодка цибуля, і жінка стає постачальницею князівського двору, її минає бідність.
Бальтазар і Кандіда справляють весілля. Казка, як завжди, має добре завершення. Але іронічний фінал «Кріхитки Цахеса» ніби звертає увагу читачів на приховану думку автора: у житті все набагато складніше.

## Критичний матеріал
Казкова повість Гофмана завершує собою розвиток німецької романтичної літературної казки. У ній знаходять відображення багато проблем, пов'язаних не тільки з естетикою і світоглядом романтизму, а й з сучасною авторові дійсністю. Казкова повість опановує пласти сучасного життя, використовуючи при цьому «казкові» художні засоби. У «Крихітці Цахесі» присутні традиційні казкові елементи і мотиви. Це чудеса, зіткнення добра і зла, чарівні предмети й амулети; Гофман використовує традиційний казковий мотив зачарованої й викраденої нареченої та випробування героїв золотом. Але автор скомбінував казку і реальність, тим самим порушивши чистоту казкового жанру.
Гофман визначив жанр «Крихітки Цахеса на прізвисько Цинобер» як казку, але при цьому відмовився від принципу казкової гармонії. У цьому творі компроміс «чистоти» казкового жанру і серйозності світогляду: і те, й інше половинчасте, відносне. Автор вважав казку провідним жанром романтичної літератури. Але якщо у Новаліса казка перетворюється на суцільну алегорію або на сновидіння, в якому зникало все реальне, земне, то в казках Гофмана основою фантастичного є реальна дійсність.
Поєднання реального з фантастичним, дійсного з вигаданим — головна особливість поетики Гофмана. Один зі своїх творів «Золотий горщик» Гофман назвав «казкою з нових часів». До цього визначення можна віднести і всі інші казки. У них "стільки ж від казки, скільки від реальності: казкове проявляється у сфері принесеного цим часом буття. І твори його зовсім не сприймаються як казки — це скоріше до жаху правдиві повісті про сили могутні, які керують людиною і життям.
Хоча дії в «Крихітці Цахесі» розгортаються в умовній країні, але, вводячи реалії німецького побуту, помічаючи характерні риси соціальної психології персонажів, автор тим самим підкреслює сучасність.
Герої казки — звичайні люди: студенти, чиновники, професори, придворні вельможі. І якщо з ними деколи трапляється щось дивне, вони готові знайти цьому правдоподібне пояснення. І випробування героїв-ентузіастів на вірність чудесному світу полягає в здатності бачити і відчувати цей світ, вірити в його існування.
Казкова сторона твору пов'язана з образами феї Рожі-Гожої і мага Проспера Альпануса, але змінюється характер подачі фантастичного: чарівним героям доводиться пристосовуватися до реальних умов і ховатися під масками патронеси притулку для шляхетних дівчат і доктора. Оповідач веде «іронічну гру» із самим стилем оповіді — чарівні явища описуються навмисно простою, повсякденною мовою, в стриманому стилі, а події реального світу раптом постають у якомусь фантастичному аспекті, тон оповідача стає напруженим. Зміщуючи високий романтичний план в низький життєвий, Гофман тим самим руйнує його, зводить нанівець, використовуючи гротеск як протилежний художній засіб.
Особливого значення набуває нова для казкового жанру категорія — театральність, яка посилює в казці ефект комічного. Театральність визначає принципи побудови сюжетних ситуацій, характер їх подачі, вибір фону, прояв персонажами почуттів і намірів. Всі ці аспекти підкреслюють умовність того, що відбувається, його штучність.
Основний романтичний конфлікт — це зіткнення добра і зла, на цьому заснований принцип двовимірності.
Конфлікт є головним рушієм як у будь-якому творі. Однак у Гофмана він набуває особливого значення. Зіткнення добра і зла — конфлікт універсальний і вічний, який лежить в основі будь-якої форми осмислення світобудови. У «Крихітці Цахесі» він переважно романтичний, тобто зло тут «світове», абстрактне, руйнівне, а добро — особливо беззахисне і вразливе. Але казкові закони в поєднанні з романтичною іронією згладжують гостроту конфлікту, що робить його в деякому сенсі «іграшковим», але не знімає серйозності проблеми. Нарешті, казка вимагає щасливого фіналу, і Гофман дарує його своїм героям і читачам.
Формально конфлікт розгортається між Цахесом і Бальтазаром, але кожен герой уособлює якусь силу, що вступила в протиборство. Цахес виступає в ролі якоїсь фатальної сили, яка викриває безглузді закони світобудови, несправедливого розподілу матеріальних і духовних благ у суспільстві, яке спочатку схильне до процвітання пороків. Дар феї Рожі-Гожої — це умовна причина казкового конфлікту, Гофман ухиляється від раціонального пояснення його джерела.
Світ Цахеса — світ філістерської дійсності, чужий романтичному мрійнику Бальтазару. Художник-ентузіаст шукає порятунку від жорстокості і несправедливості життя в поезії, мріях, в поєднанні з природою, тобто в ідеальному, казковому світі. У цьому магічному світі він знаходить душевний спокій і допомогу чарівних сил. Але й чарівні сили живуть у двох світах — магічному й земному.
Двовимірність втілюється не тільки в тому, що «справжні музиканти» нещасні через те, що філістерський світ їх не розуміє, але й тому, що вони самі не можуть знайти природний зв'язок з реальним світом. Штучно сконструйований мистецтвом світ теж не вихід для душі, ураженої невлаштованістю людського буття.
Спотвореному князівству Барсануфа протистоїть світ мрійників, поетичний світ піднесених почуттів. Студент Бальтазар і чарівник Проспер Альпанаус спільними зусиллями розвіюють чари Цахеса. Але цей світ не вилучається із загальної іронічної стихії, що панує в повісті.
Зіткнення двох світів закінчується в повісті нищівною поразкою філістерів і тріумфальною перемогою ентузіастів. Але у цьому тріумфі є специфічна особливість: він подається автором підкреслено театрально. У цьому феєрверку чудес виразно відчутний навмисний перебір. Щаслива кінцівка відтіняється ще одним мотивом, вже змістовного плану: весільним подарунком Проспера Альпануса. Ідилістичні картини сільського будиночка, «відмінна капуста», посуд, який не б'ється тощо, обертається філістерським, міщанським затишком.
Щодо світу ентузіастів і філістерів у «Крихітці Цахесі», ми можемо чітко розмежувати їх: ентузіасти — Проспер Альпанус і Рожа-Гожа, мислення яких цілком відрізняється від всіх персонажів; філістери — вся верхівка містечка Керепеса. Але є і персонажі, які балансують на межі цих двох світів — Бальтазар, Фабіан. Зокрема Бальтазар на початку твору постає перед нами мрійливим, чутливим поетом, а в кінці ми вже бачимо звичайнісінького філістера, метою якого є тихе, сімейне життя з коханою Кандідою. Гофман наштовхує нас на думку про те, що одвічне протистояння філістерів і ентузіастів іноді приносить перемогу ентузіастам, але філістери «давлять масою» поодинокі чутливі особистості і врешті-решт займають панівну позицію.

## Персонажі твору
- Крихітка Цахес на прізвисько Цинобер — син бідної селянки, обдарований феєю Рожабельверде. Магічною силою привласнює собі чужі заслуги.
- Бальтазар — студент Керепеського університету, романтик.
- Фабіан — друг Бальтазара, студент, реаліст, весела людина.
- Мош Терпін — професор природничих наук Керепеського університету, лекції якого відвідує Бальтазар.
- Кандіда — дочка Моша Терпіна, кохана Бальтазара.
- Рожа-Гожа — фея, що обдарувала крихітку Цахеса магічною силою.
- Проспер Альпанаус — чарівник.
- Пафнутій — князь, схиблений на введенні освіти в країні.
- Ліза — мати Цахеса, бідна селянка.

## Характеристика героїв
У новелі головний герой — студент Бальтазар. Він бере участь у реальній боротьбі проти політичного деспота і тирана. Бальтазар — поет, складає вірші про солов'я і троянду, вкладаючи в поетичні образи палку пристрасть до красуні Кандіди. Не має значення, наскільки талановиті твори Бальтазара, а важливо, що йому притаманне поетичне світосприйняття, що наодинці з природою він відчуває стан блаженного схвилювання. Автор наділив свого героя даром прозорливості. Він — поет, але бачить оточуючих людей такими, якими вони є насправді, ніяке чаклунство не примусило Балтазара визнати потворного мерзотника і кар'єриста гідною слави особою. У постаті Бальтазара нема нічого фантастичного, його життя є реальним, таким є і він сам. Бальтазар, за законами казки, одружується з коханою та отримує подарунок від Альпануса — помешкання та засоби до життя.
Антипод Бальтазара карлик Цахес — син бідної селянки, цілком потворний, схожий на роздвоєну редиску, і не має ніяких чеснот нормальної людини. Його пошкодувала фея Рожа-Гожа і подарувала йому три чарівні золоті волосини. З цього моменту Цахес набуває магічної здатності: все потворне, що виходить від нього, оточуючі приписують комусь іншому і, навпаки, все приємне або чудове, що здійснює будь-який інший, приписують йому. Він починає справляти враження чарівної дитини, потім обдарованого рідкісними здібностями юнака, талановитого поета і скрипаля. Юного принца, що відрізняється вишуканістю зовнішності і манер, він затьмарює настільки, що оточуючі саме в ньому припускають княже походження. Цахес-Цинобер не витрачає часу дарма, і, користуючись чужими успіхами, швидко робить кар'єру при дворі місцевого князя Пафнутія і збирається одружитися з Кандідою, нареченою Бальтазара. Добро, вчинене феєю, перетворюється на джерело зла. Поет-студент Бальтазар, який звернувся за допомогою до мага Альпануса, дізнається від нього таємницю могутності Цинобера. Він вириває з голови карлика три вогненні волосини, від яких ішла вся його магічна сила. Люди бачать, який їхній міністр насправді. Цахесу нічого не залишається, як сховатися у своєму прекрасному палаці, але він тоне там у нічному горщику з нечистотами.

## Філософський сенс твору Е.Т.Гофмана «Крихітка Цахес»
Новела-казка Гофмана «Малюк Цахес на прізвисько Цинобер», поєднуючи два світи — казковий і реальний, розкриває багато глибоких філософських тем. Це й боротьба добра зі злом, і проблема людини й природи, тема кохання і буденності. Казка — фантастична картина світу, та в ній алегорія, що допомагає зрозуміти цей світ. Що таке добро?
Здається, зрозуміло — це коли комусь зробили добре. Але в казці добра фея робить добро нікчемному огидному Цахесу Циноберу, просто жаліючи його каліцтво та його нещасну матір. Та чи оцінив добро Цахес? Адже фея сподівалася, що він почує її: «Ти не той, за кого тебе вважають, тож намагайся зрівнятися з людиною, на чиїх крилах ти, безкрила каліко, підносишся!»
Та Цинобер був з тих, хто все приймав як належне, не обтяжуючи себе ані зусиллями, щоб стати розумнішим, добрішим, вихованішим, ані докорами совісті. Більше того, він сіяв навколо себе невіру в добро, розчарування. Він робив нещасними людей, які своєю працею й талантом довели, що мають право на повагу, щастя, славу. Отож, добро, зроблене негідній людині, породжує зло.
А невігластво сіє зло тим більше, чим вище піднеслась людина, яка безапеляційно судить про все. Таким невігласом у казці є не тільки Цинобер, але й Мош Терпін — професор, що, одержавши посаду директора всіх природничих справ у державі, «цензурує та ревізує сонячні й місячні затемнення». Отже, виходить, зовсім не зовнішність і не посада роблять людину освіченою, доброю, порядною.
Навіть фея у кінці говорить до Цахеса: «Бідний Цахес! Пасинку природи! Я бажала тобі добра! Можливо, я помилялася, думаючи, що чудесний зовнішній хист, яким я тебе обдарувала, осяє благотворним променем твою душу…»
У казці своя філософія, зовсім не казкова. Філософський сенс твору якраз і полягає в тому, аби попередити людство: ніхто, окрім вас самих, не зробить вас розумними, добрими, освіченими. Для цього треба докладати зусиль, працювати, бо те, що не зароблене, — нетривке, ненадійне, бо чуже!

## Культурний вплив
- Казка лягла в основу 246 серії російської сатиричної передачі «Ляльки[ru]» (вийшла в ефір 30 січня 2000 року), що обігравала прихід Путіна до влади[1]. За сюжетом, крихітка Цахес (Путін) є страшним і злим карликом, але після того, як «телевізійна фея» (Борис Березовський) розчісує йому волосся «чарівним телевізійним гребенем», усі навколо перестають це помічати і починають бачити в ньому геніального і талановитого красеня[2][3]. І тільки Бальтазар (Явлінський) продовжує бачити справжню сутність карлика. За словами автора серіалу Віктора Шендеровича, низькорослий Путін сильно образився цим випуском[4], і це згодом стало однією з причин закриття програми.
- Крихітка Цахес — назва колишнього українського рок-гурту.